# Hans Šarun
Bernhard Hans Henri Šarun (20. septembar 1893 — 25. novembar 1972) bio je nemački arhitekta, koji je najbolje poznat po dizajniranju zgrade Berlinske filharmonije (doma Berlinskog filharmonijskog orkestrra) i Šmink kuće u Lebau, Saksonija. On je bio važan zastupnik organske i ekspresionističke arhitekture.

## Život

### 1893 do 1924
Šarun je rođen u Bremenu. Nakon što je 1912. godine položio svoj Abitur u Bremerhavenu, Šarun je studirao arhitekturu na Tehničkom univerzitetu u Berlinu do 1914. godine (koji se u to vreme zvao Königliche Technische Hochschule, Kraljevski tehnički univerzitet u Berlinu), ali nije završio studije. On je već tokom školskih godina pokazao interesovanje za arhitekturu. Sa 16 godina napravio je svoje prve dizajne, a sa 18 godina prvi put se upisao na arhitektonski konkurs za modernizaciju crkve u Bremerhavenu.
Godine 1914. dobrovoljno se služio u Prvom svetskom ratu. Paul Kručen, njegov mentor iz Berlina, zatražio je od njega da pomogne u programu obnove Istočne Prusije. Godine 1919, nakon rata, Šarun je preuzeo odgovornost za svoj ured kao slobodni arhitekta u Breslau (Vroclav). Tamo i u Insterburgu (Černjahovsk) on je realizovao brojne projekte i organizovao umetničke izložbe, poput prve izložbe ekspresionističke grupe umetnika Most u Istočnoj Prusiji.

### 1925 do 1932
Dobio je zvanje profesora na Staatliche Akademie für Kunst und Kunstgewerbe Breslau (Akademija za umetnost i zanat u Breslavu) gde je predavao do njenog zatvaranja 1932. Godine 1919, pridružio se grupi ekspresionističkih arhitekata Bruna Tauta Stakleni lanac. Godine 1926, ušao je u arhitektonsko udruženje Der Ring. Godine 1927, Šarun je sagradio kuću na imanju Vajsenhof u Štutgartu. On je bio zadužen krajem dvadesetih godina za razvojni plan velikog stambenog naselja Zimenštat u Berlinu. Teorija Huga Haringa o novoj zgradi inspirisala je Šaruna u novom arhitektonskom pravcu koji je odstupio od racionalizma i od unapred formulisanih šema, kako bi se razvile zgrade počevši u svakom slučaju od jedinstvenog funkcionalnog karaktera. Organizacija društvenog životnog prostora imala je centralnu ulogu.

### 1933 do 1945
Tokom nacističke ere ostao je u Nemačkoj, dok su mnogi njegovi prijatelji i kolege iz Staklenog lanca ili Der Ringa otišli u inostranstvo. Za to vreme sagradio je samo nekoliko porodičnih kuća, od kojih je jedna izuzetna, Šminke kuća (javno dostupna) u gradu Lobau u Saksoniji (1933). Naredne kuće su morale da se spolja prilagode politički određenim građevinskim specifikacijama, dok su iznutra prikazivale tipično šarunovske sekvence prostora. Tokom rata bio je zauzet rekonstrukcijom nakon oštećenja od bombardovanja. Svoje arhitektonske ideje i vizije beležio je tajno u brojnim akvarelima. Sa ovim imaginarnim arhitekturama mentalno se pripremao za vreme posle nacista.

### 1946 do 1972
Po završetku Drugog svetskog rata saveznici su ga postavili u gradsko veće i imenovali ga za direktora Abteilung Bau- und Wohnungswesen des Magistrats (Odeljenja za građevinarstvo i opštinsko stanovanje). Na izložbi u ruševinama Berlinskog dvorca (Gradska palata u Berlinu) pod nazivom Berlin plant — Erster Bericht (Berlinski planovi – Prvi izveštaj), predstavio je svoje koncepcije rekonstrukcije Berlina i same palate. Odmah se našao u političkoj ničijoj zemlji, jer je podela grada postajala očigledna.
Godine 1946, postao je profesor na Fakultetu za arhitekturu na Tehničkom univerzitetu u Berlinu, sa nastavnim mestom na Lehrstuhl und Institut für Städtebau (Institut za urbanu izgradnju).

### Posle 1972
Neke od njegovih najvažnijih zgrada su završene tek nakon njegove smrti u Berlinu 1972. godine, uključujući  Deutsches Schiffahrtsmuseum (Nemački pomorski muzej), pozorište u Volfsburgu i Staatsbibliothek (Državna biblioteka) u Berlinu. Proširenje Berlinske filharmonije oko Kamermusiksala i Staatliche Institut für Musikforschung Preußischer Kulturbesitz mit Musikinstrumentemuseum (Institut za istraživanje muzike i Muzej muzičkih instrumenata, Pruska fondacija za kulturno nasleđe) razvijalo se pod nadzorom njegovog kancelarijskog partnera Edgara Visnjevskog, koji je preuzeo kancelariju posle Šarunove smrti. Tokom 1980-ih, fasada koncertnih dvorana filharmonije je bila opremljena oblogom od pozlaćenih aluminijumskih ploča; prvobitno je to bila belo i oker obojena betonska fasada.

## Radovi
- Stambena zgrada, Vajsenhof imanje, Štutgart
- Dvorana kamerne muzike (desno) i Filharmonije u Berlinu
- Rani rad Šaruna: Hostel u WuWa - verkbundska izložba u Breslau
- Pozni rad Šaruna: Teatar u Volfsburgu, otvoren 1973
- Romeo & Džulija, apartmani visokogradnje, Štutgart-Rot (1954–59)
- Salute,apartmani visokogradnje, Štutgart-Fasanenhof (1961–63)
- Rauher Kapf, stambeni distrikt, Beblingen (1965)
- Orplid, apartmani visokogradnje, Beblingen (1971)

### Pisanje
- 1925 Preliminarno predavanje na  (Državna akademija umetnosti i zanata), Breslau

## Literatura
- Bürkle, J. Christoph: „Hans Scharoun”, Studio Paperback,. 1993. ISBN 3-7643-5581-6.. Birkhäuser, Basel
- Genovese, Paolo Vincenzo, „Hans Scharoun, Scuola a Lünen”, Testo & Immagine, Torino, 2001.
- Jones, Peter Blundell (1978). „Hans Scharoun — a monograph”. ISBN 0-900406-57-7.,
- Jones, Peter Blundell. „Hans Scharoun”. ISBN 0-7148-3628-1.. London 1993/1997,  (Hardback)  (Paperback)
- Jones, Peter Blundell (2002). „Hans Scharoun: Buildings in Berlin”. ISBN 0-9714091-2-9.,
- Kirschenmann, Jörg C. und Syring, Eberhard: „Hans Scharoun”, Taschen Basic Architecture,. 2004. ISBN 3-8228-2778-9.. Taschen, Köln
- Bürkle, J. Christoph: „Hans Scharoun und die Moderne — Ideen, Projekte, Theaterbau”, Frankfurt am Main 1986
- Jones, Peter Blundell: „Hans Scharoun — Eine Monographie”, Stuttgart 1980
- Kirschenmann, Jörg C. und Syring, Eberhard: „Hans Scharoun — Die Forderung des Unvollendeten”,. 1993. ISBN 3-421-03048-0.. Deutsche Verlags-Anstalt, Stuttgart
- Pfankuch, Peter (ed) (1993). „Hans Scharoun — Bauten, Entwürfe, Texte”,. ISBN 3-88331-971-6.. Schriftenreihe der Akademie der Künste Band 10, Berlin 1974, Neuauflage
- Ruby, Andreas und Ilka: Hans Scharoun. Haus Möller. Köln 2004.
- Syring, Eberhard und Kirschenmann, Jörg C (2004). „Hans Scharoun — Außenseiter der Moderne”,. ISBN 3-8228-2449-6.. Taschen, Köln
- Wendschuh, Achim (ed) (1993). „Hans Scharoun — Zeichnungen, Aquarelle, Texte”,. ISBN 3-88331-972-4.. Schriftenreihe der Akademie der Künste Band 22, Berlin
- Wisniewski, Edgar: „Die Berliner Philharmonie und ihr Kammermusiksaal. Der Konzertsaal als Zentralraum”, Berlin 1993
- Manfred Walz, Peter Strege, Hartmut Dreier (ed): Hans Scharoun im Ruhrgebiet. Entwerfen und Bauen für das Leben. Berlin Story Verlag, Berlin . 2017. ISBN 978-3-95723-128-4. Недостаје или је празан параметар |title= (помоћ)
- Birgit Gropp, mit Dietrich Scholle: Die Bauten von Hans Scharoun in Westfalen. Westfälische Kunststätten, 120. Westfälischer Heimatbund, Münster 2016 ISSN 0930-3952
- Scharounschule Marl, Geschwister-Scholl-Gesamtschule Lünen, Johanneskirche Bochum, Zeittafel, gemeinsame Betrachtung der 3 Bauten, Abb.
- Elke Sohn (2008). Zum Begriff der Natur in Stadtkonzepten anhand der Beiträge von Hans Bernhard Reichow, Walter Schwagenscheidt und Hans Scharoun zum Wiederaufbau nach 1945. ISBN 978-3-8258-9748-2.. LIT-Verlag, Münster
- Jörg C. Kirschenmann, Eberhard Syring: Hans Scharoun. Außenseiter der Moderne. 2004. ISBN 978-3-8228-2449-8.. Taschen, Köln
- Martin Petsch: Borgsdorf – Zwischen >>anständiger<< Baugesinnung und Moderne: Das Haus Weigand von Hans Scharoun. In: Brandenburgische Denkmalpflege. 22. Недостаје или је празан параметар |title= (помоћ), 2003. Heft 2, стр. 17–26.
- Paolo Vincenzo Genovese. Hans Scharoun. Scuola a Lünen. Torino 2001 (italienisch)
- Christina Threuter (2001). „Organisches Bauen“ versus „Nationaler Stil“. Hans Scharoun und das Scheitern seiner Tätigkeit in der DDR. In: Holger Barth (Hg.): Grammatik sozialistischer Architekturen. Lesarten historischer Städtebauforschung zur DDR. стр. 279—292.. Berlin .
- Christina Threuter. Hans Scharouns Architekturzeichnungen aus der Zeit von 1939 bis 1945.. Peter Lang, Frankfurt 1994
- Peter Blundell Jones (1997). Hans Scharoun. London 1995 (englisch)
- Otto Maier.  Baumeister, ур. Bauen als Philosophie. Hans Scharoun zum 100. Geburtstag. стр. 5.9/1993,
- J. Christoph Bürkle: Hans Scharoun und die Moderne. Ideen, Projekte, Theaterbau. 1993. ISBN 3-7608-8139-4.. Frankfurt 1986 (Neufass. Artemis)
- Jörg C. Kirschenmann, Eberhard Syring: Hans Scharoun. Die Forderung des Unvollendeten. 1993. ISBN 3-421-03048-0.. Deutsche Verlagsanstalt, Stuttgart
- Peter Pfankuch (ed) (1993). Hans Scharoun. Bauten, Entwürfe, Texte. ISBN 3-88331-971-6.. Schriftenreihe der Akademie der Künste, 10. Berlin 1974, Neuauflage .
- Achim Wendschuh (ed) (1993). Hans Scharoun. Zeichnungen, Aquarelle, Texte. In: Schriftenreihe der Akademie der Künste. ISBN 3-88331-972-4.. 22. Berlin
- Edgar Wisniewski (1993). Die Berliner Philharmonie und ihr Kammermusiksaal. Der Konzertsaal als Zentralraum. ISBN 3-7861-1714-4.. Gebr. Mann Verlag, Berlin
- Eckehard Janofske. Architektur-Räume, Idee und Gestalt bei Hans Scharoun. Braunschweig 1984
- Eberhard Roters (1984). Galerie Ferdinand Möller. ISBN 3-7861-1181-2.. Gebr. Mann, Berlin
- Peter Blundell Jones: Hans Scharoun. Eine Monographie. Stuttgart 1980
- Frampton, Kenneth (2004). Modern architecture - a critical history. ISBN 0-500-20257-5.. Third edition, World of Art,
- Benson, Timothy. O.;  . (2001-09-17). Expressionist Utopias: Paradise, Metropolis, Architectural Fantasy (Weimar and Now: German Cultural Criticism). University of California Press. ISBN 0-520-23003-5.
- Bullock, Alan; Stallybrass, Oliver; Trombley, Stephen, ур. (1988). The Fontana Dictionary of Modern Thought (Paperback). Fontana press. стр. 918 pages. ISBN 0-00-686129-6.
- Jencks, Charles (1986). Modern Movements in Architecture. ISBN 0-14-009963-8.. Second edition, Penguin,
- Whyte, Iain Boyd ed (1985). Crystal Chain Letters: Architectural Fantasies by Bruno Taut and His Circle. The MIT Press. ISBN 0-262-23121-2.,
- Bletter, Rosemarie Haag (Summer 1983). "Expressionism and the New Objectivity", in: Art Journal, 43:2 (Summer 1983), pp. 108–120.
- Bletter, Rosemarie Haag (March 1981). "The Interpretation of the Glass Dream: Expressionist Architecture and the History of the Crystal Metaphor, in: JSAH (Journal of the Society of Architectural Historians), vol.. 40  (1):  20–43
- Pehnt, Wolfgang (1973). Expressionist Architecture. ISBN 0-500-34058-7.. Thames and Hudson,
- Banham, Reyner (1972). Theory and Design in the First Machine Age. ISBN 0-85139-632-1.. Third edition, Praeger Publishers Inc.,
- Sharp, Dennis (1966). Modern Architecture and Expressionism., George Braziller New York, Шаблон:Oclc number